# Hans Werner (Lyriker)

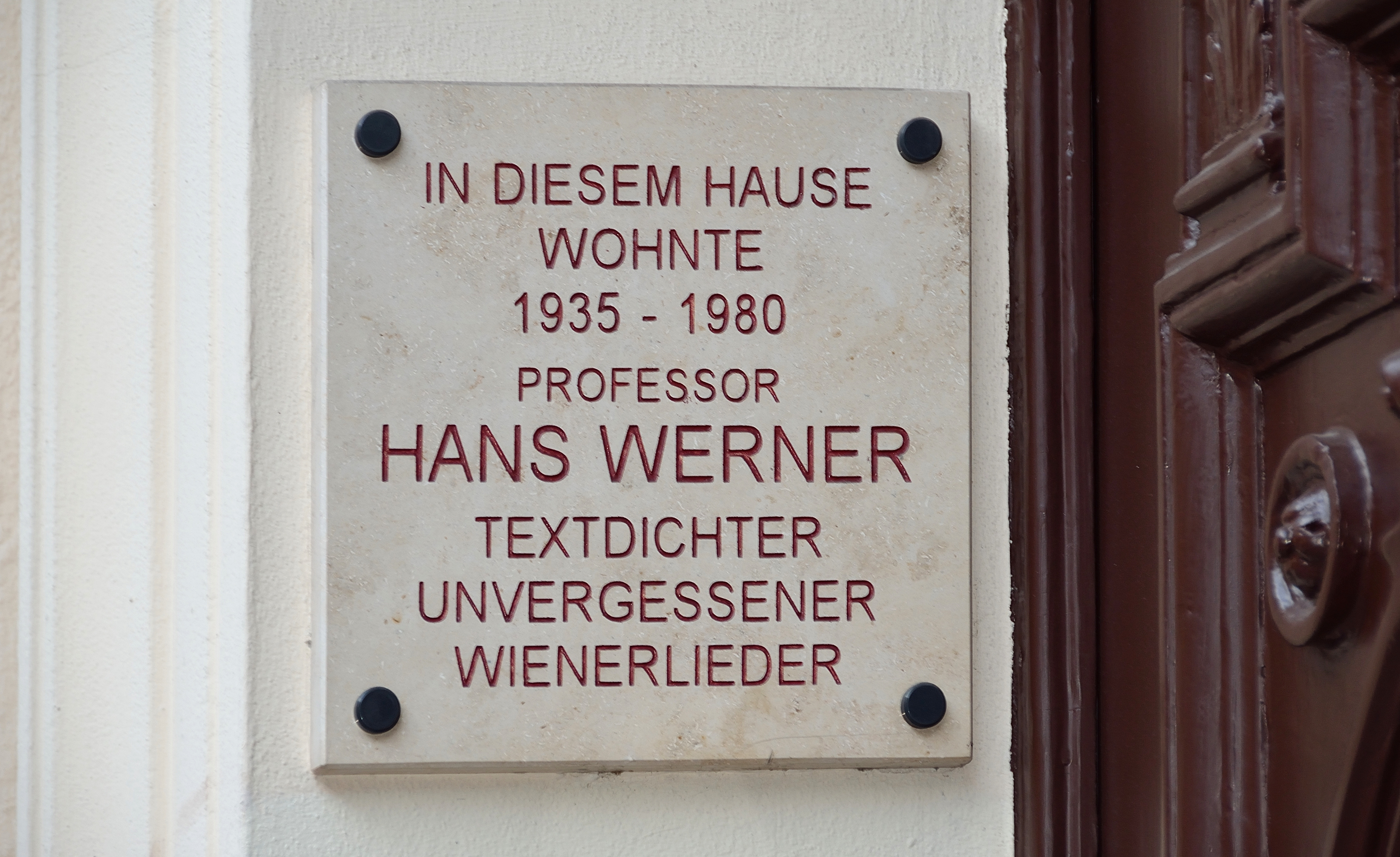
Gedenktafel für Hans Werner in der Währinger Straße 68

Hans Werner (* 15. November 1898 in Wien; † 18. April 1980 ebenda) war ein österreichischer Textdichter, Autor und Co-Autor (vor allem mit dem Verleger Josef Hochmuth, da auch unter dem gemeinschaftlichen Pseudonym Hans Honer) von vielen bekannten klassischen Wienerliedern und Chansons.

## Leben
Hans Werner wurde im Alter von drei Jahren durch den frühen Tod des Vaters Halbwaise und erlebte dadurch eine karge Jugendzeit in einem Kinderheim. Nach Abschluss der Handelsakademie arbeitete er zunächst als Bankkaufmann, danach als Verlagsangestellter beim Musikverlag Hofmeister-Figaro, machte sich dann zunehmend ab den 1930er Jahren als Autor und Textdichter selbständig. Es folgte eine kontinuierliche Zusammenarbeit mit Komponisten wie Hans Lang, Nico Dostal, Emmerich Zillner, Karl Föderl, Karl Loube – bekannt wurde er vor allem durch „witzig-weinselig-wehmütige“ Texte zu zahlreichen Wienerliedern.
Er war 55 Jahre mit Emmy Werner (senior), ehemalige Tänzerin an der Wiener Volksoper, verheiratet und ist der Vater des Schauspielers Robert Werner (1925–1996) und der Schauspielerin, Regisseurin und langjährigen Direktorin des Wiener Volkstheaters Emmy Werner.
Er ruht in einem von der Stadt Wien ehrenhalber gewidmeten Grab am Neustifter Friedhof

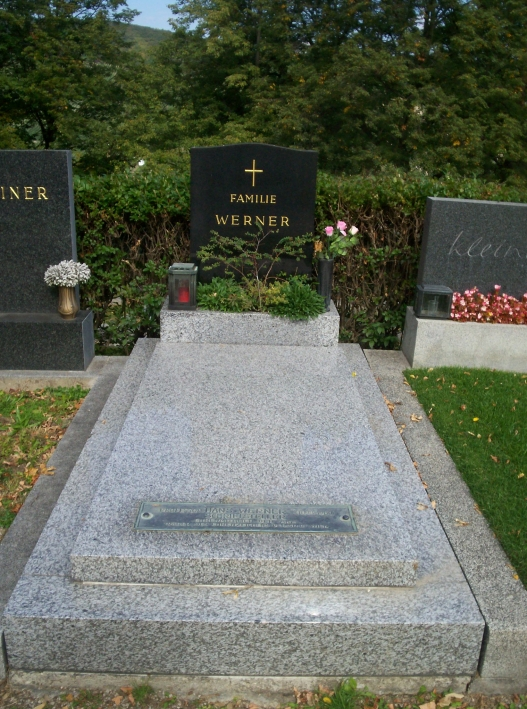
Grabstätte Hans Werner auf dem Neustifter Friedhof

(M-7-24).

## Auszeichnungen
- silbernes Ehrenzeichen für Verdienste um das Land Wien 1969
- Verleihung des Berufstitels Professor 1973
- Ehrenmitglied der AKM[3]

## Werke
Neben seinen Liedtexten verfasste Hans Werner zahlreiche Übersetzungen, u. a. von englischen Kinderopern, dem Libretto zur Smetana-Oper 2 Witwen, er entwarf Reime zu neu vertonten Märchen, verfasste Kinderbücher, schuf Operettenlibretti, die deutschen Texte zu Hits wie La mer von Charles Trenet, Beiträge zu Musicalsongs und Schlagertexte für populäre Filme.
Zu seinen bekanntesten Liedertexten zählen:
- Sonntag im Prater
- Es steht ein alter Nussbaum (draust in Heiligenstadt)
- Mir Weana san Lamperln
- Auf der Großmutter ihr´m Kaffehäferl
- In Grinzing gibt´s a Himmelstraßen
- Ja die Mama,  ja die Mama
- Denk´ Dir, die Welt wär ein Blumenstrauß
- Schau Dir deine Freunde gut an
- Jünger werdn mir nimma
- Ich möcht´gern dein Herzklopfen hörn
- Laß das, laß das sein
- La bella, bella musica
- Das ist die Wiener Spezialität
- Dort wo der Weg zum Wegerl wird
- Junges Herz und graue Haare
- Wenn man Abschied nimmt von allem, was schön war

Gemeinsam mit Kurt Svab (der auch die Musik komponierte) verfasst Hans Werner den Text für den ersten österreichischen Eurovisionsbeitrag von Bob Martin: Wohin, kleines Pony?
Seine Tochter Emmy Werner veröffentlichte 2012 als Hommage an ihren Vater die Audio-CD: Unser [ve:ana] Patent mit den bekanntesten Liedern von Hans Werner unter der musikalischen Leitung von Michael Kienzl und den Interpreten Karl Markovics, Erwin Steinhauer, Otto Tausig und Emmy Werner selbst.